# Komunistyczna Partia Wenezueli
Komunistyczna Partia Wenezueli (hiszp. Partido Comunista de Venezuela, PCV) – partia polityczna w Wenezueli.

## Historia
Założona 5 marca 1931 roku. Ukształtowała się ostatecznie w 1937 roku. W latach 1931–1941, 1948-1958 i 1962-1969 działała nielegalnie. W latach zimnej wojny była partią proradziecką i niechętną wszelkim tendencjom reformistycznym. W 1962 roku radykalni aktywiści partii włączyli się do ruchu partyzanckiego Siły Zbrojne Wyzwolenia Narodowego (FALN). W 1967 roku partia wycofała się z poparcia dla FALN. W 1971 roku z ugrupowania wykluczony został Teodoro Petkoff. Założył on rozłamowy Ruch dla Socjalizmu (MAS). Rozłamowcy przejęli większość zwolenników i działaczy PCV. W 2012 roku PCV dołączyła do koalicji Wielki Biegun Patriotyczny. Aktualnym sekretarzem generalnym ugrupowania jest Oscar Figuera.